# الجبهة البيلاروسية الأولى
 الجبهة البيلاروسية الأولى  هي جبهة سوفيتية شاركت في الحرب العالمية الثانية. تأسست تلك الجبهة في 20 أكتوبر 1943، منبثقة من الجبهة السوفيتية الوسطى تحت قيادة الجنرال قنسطنطين روكوسوفسكي، الذي كان قائدًا للجبهة الوسطى.
كانت أول عملياتها هجوم غوميل - ريشيتسا في عام 1943، ثم هجوم كالينكوف - موزير في عام 1944. في 21 فبراير 1944، بدأت عملية روجاتشيف - جلوبين، والتي استمرت حتى 26 فبراير. ثم كانت العملية التالية هجوم بوبرويسك، الذي كان جزءً من عملية باغراتيون، حيث استطاعت تلك الجبهة في 26 يونيو، تطويق بوبرويسك ومحاصرة 40,000 جندي من الجيش الألماني التاسع. من 18 يوليو إلى 2 أغسطس، شاركت الجبهة في هجوم لوبلان - بريست، ومن 2 أغسطس حتى 30 سبتمبر، شاركت الجبهة تطهير المنطقة الواقعة شرق نهر فيستولا من الألمان (ضمن معركة رادزيمين). في الوقت نفسه، شاركت جزء من الجبهة في 14 سبتمبر، في دعم القوات البولندية للاستيلاء على ضاحية «براجا» إحدى ضواحي وارسو.
كانت العملية التالية «عملية وارسو - بوزنان» كجزء من هجوم فيستولا - الأودر. ففي 13 يناير، بدأت الجبهة هجومًا بإتجاه «شولسبيرغ» في بروسيا الشرقية، ضد جيش الدبابات الألماني الثالث المدافع عن تلك المنطقة. وفي 25 يناير، حاصرت الجبهة مدينة بوزنان الحصينة التي كان بها 66,000 ألماني، وواصلت التقدم بسرعة 80 كم/يوم، إلى أن سقطت المدينة في 23 فبراير. بعد ذلك شاركت الجبهة مع الجبهة الأوكرانية الأولى في معركة برلين.
كان السوفييت قد عيّنوا المارشال غيورغي جوكوف قائدًا للجبهة البيلاروسية الأولى في نوفمبر 1944. وبعد الاستيلاء على بولندا وبروسيا الشرقية، ركّز المارشال جوكوف قواته المنتشرة على طول نهر الأودر إلى بحر البلطيق، في منطقة مرتفعات سيلو، وانتقلت الجبهة البيلاروسية الثانية لتشغل المناطق التي كانت الجبهة البيلاروسية الأولى تشغلها إلى الشمال من مرتفعات سيلو. أثناء تنفيذ تلك التحركات، ظهرت ثغرات بين خطوط الجبهتين، استغلتها بقايا الجيش الألماني الثاني للفرار وعبور نهر الأودر.
في الساعات الأولى من صباح 16 أبريل، بدأت معركة برلين لاحتلال برلين قبل وصول قوات الحلفاء الغربيين عبر نهر إلبه. بدأت العملية بالهجوم على مرتفعات سيلو بواسطة الجبهة البيلاروسية الأولى شمالاً بقيادة جوكوف، والجبهة الأوكرانية الأولى جنوبًا بقيادة المارشال كونيف. في البداية، واجهت الجبهة البيلاروسية الأولى صعوبة كبيرة في تحطيم خطوط الدفاع الألمانية، ولكن بعد ثلاثة أيام، إجتازتها اقتربت من ضواحي برلين. وبحلول 22 أبريل، احتلت الجبهة البيلاروسية الأولى الضواحي الشمالية والشرقية لبرلين. أنهى السوفييت عملية احتلال برلين في 25 أبريل، عندما تقابلت الجبهتين في غرب برلين، بعد حرب مدن شرسة بقيادة الجنرال هيلموت فايدلينغ قائد حامية برلين، الذي استسلم للجنرال تشيكوف دون قيد أو شرط في 2 مايو. بعد الحرب، أصبحت الجبهة جزءً من القوات السوفيتية في ألمانيا.
تكونت الجبهة البيلاروسية الأولى من:
| - الجيش الحادي والستون. - الجيش البولندي الأولى. - الجيش السابع والأربعون. - جيش الصدمة السوفييتي الثالث. - جيش الصدمة السوفييتي الخامس. | - جيش الحرس السوفييتي الثامن. - الجيش التاسع والستون. - الجيش الثالث والثلاثون. - قيادة العمليات الخاصة (الجيش السادس عشر الجوي). | - الجيش الثامن عشر الجوي. - جيش حرس الدبابات الأول. - جيش حرس الدبابات الثاني. - الجيش الثالث. |